# Drymonia anadolua
Drymonia anadolua är en fjärilsart som beskrevs av De Freina 1983. Drymonia anadolua ingår i släktet Drymonia och familjen tandspinnare. Inga underarter finns listade i Catalogue of Life.